# Municipio de Otter Tail Peninsula
El municipio de Otter Tail Peninsula (en inglés: Otter Tail Peninsula Township) es un municipio ubicado en el condado de Cass en el estado estadounidense de Minnesota. En el año 2010 tenía una población de 54 habitantes y una densidad poblacional de 0,28 personas por km².

## Geografía
El municipio de Otter Tail Peninsula se encuentra ubicado en las coordenadas 47°17′48″N 94°24′34″O / 47.29667, -94.40944. Según la Oficina del Censo de los Estados Unidos, el municipio tiene una superficie total de 194.78 km², de la cual 167,38 km² corresponden a tierra firme y (14,06 %) 27,39 km² es agua.

## Demografía
Según el censo de 2010, había 54 personas residiendo en el municipio de Otter Tail Peninsula. La densidad de población era de 0,28 hab./km². De los 54 habitantes, el municipio de Otter Tail Peninsula estaba compuesto por el 87,04 % blancos, el 9,26 % eran amerindios y el 3,7 % eran de una mezcla de razas. Del total de la población el 0 % eran hispanos o latinos de cualquier raza.